# 코닉글로리
코닉글로리는 IT 인프라 구축 및 네트워크 솔루션 제공을 주 사업으로 영위하는 코스닥 상장 기업이다.

## 사업
기업의 IT 인프라 구축 및 네트워크의 안정적인 서비스를 위해 인터넷 트래픽, 네트워크, 보안 등의 통합 솔루션 제공을 주요사업으로 영위하고 있는 회사이다.

2015년 들어 증시에서 대형주의 인기가 꺾이고 소형주 및 동전주의 열풍이 불자 실적과는 별개로 주가가 동반 강세를 보인 일이 있다.

## 같이 보기
- 동전주
- 동전주 테마
- 테마주

## 참고 문헌
- 와이즈에프엔